# Квинт Корнелий Квадрат
Квинт Корнелий Квадрат (на латински: Quintus Cornelius Quadratus) е политик и сенатор на Римската империя през 2 век.
Квадрат е роден в италианска фамилия от Цирта в Нумидия. Пристига в Рим по времето на император Адриан и е брат на оратора Марк Корнелий Фронтон (суфектконсул 142 г.), който е учител на синовете на император Антонин Пий.
През 147 г. Квадрат е суфектконсул заедно с Купресен Гал.